# Marie Festeticsová
Hraběnka Marie Festeticsová z Tolny (20. října 1839 Tolna – 17. dubna 1923 Söjtör) byla první dvorní dáma rakouské císařovny Alžběty Bavorské.

## Život
Marie Festetiscová pocházela z uherského (původně starobylého chorvatského) rodu Festeticsů. Císařovna jí velmi důvěřovala a hraběnka ji nezklamala. Hraběnka si vedla deník, do kterého si pečlivě zaznamenávala všechny důležité informace. Marie se v něm jako jedna z mála velmi pozitivně vyjadřovala o zámečku Possenhofen, kde císařovna strávila dětství. Příliš nemilovala sport a držet krok s aktivní císařovnou jí dělalo velké potíže.

## Osobní život
Marie Festeticsová se nikdy nevdala a do smrti zůstala věrná své císařovně. Ucházel se o ní např. bohatý ruský kníže, ale ona jeho nabídku nepřijala a zůstala u dvora císařovny.